# Isola di Nansen (Mare di Kara)
L'isola di Nansen (in russo Остров Нансена, ostrov Nansena) è un'isola russa bagnata dal mare di Kara.
Amministrativamente appartiene al distretto di Tajmyr del Territorio di Krasnojarsk, nel Circondario federale della Siberia.
Non va confusa con l'omonima isola che appartiene all'arcipelago della Terra di Francesco Giuseppe.

## Geografia
L'isola è situata nella parte sud-orientale del mare di Kara, a nord della penisola di Eremeev (полуостров Еремеева, poluostrov Eremeeva), che è parte della più grande penisola del Tajmyr. A sud, è separata dalla terraferma dallo stretto di Fram (пролив Фрам, proliv Fram), largo 2,3 km; a nord, è separata dalle isole di Vil'kickij dallo stretto di Matisen (пролив Матисена, proliv Matisena), largo circa 8 km; a est, lo stretto di Sverdrup (пролив Свердрупа, proliv Sverdrupa) la separa dall'isola Bonevi e dalla grande isola Tajmyr. Fa parte della Riserva naturale del Grande Artico.
L'isola è stretta, allungata e curva; ha una forma che somiglia a una V, con il vertice rivolto a sud-est e i bracci allargati. Misura circa 21 km di lunghezza e 2,5 km di larghezza. 
Nella parte centrale raggiunge un'altezza massima di 58 m s.l.m.; all'estremità settentrionale l'elevazione è di 20 m, nella parte occidentale è di 32 m.

Le coste sono irregolari, con molte insenature alternate a piccoli promontori. Nel congiungersi, i due bracci formano la grande baia di Alekseev (бухта Алексеева, buchta Alekseeva). Il punto più settentrionale è il capo Scott-Hansen (мыс Скотт-Гансена), quello più orientale è capo Razvalin (мыс Развалин), quello più occidentale è capo Johansen (мыс Иогансена) e quello più meridionale è capo Eftifeev (мыс Ефтифеева).

Sono presenti 5 corsi d'acqua stagionali, tutti nel braccio meridionale, mentre in quello settentrionale ci sono 2 piccolissimi laghi.

Geologicamente, l'isola di Nansen e le isole vicine sono una continuazione dell'arcipelago di Nordenskiöld, e talvolta sono considerate parte di esso.

Il clima è rigido e l'isola e il mare attorno sono coperti di ghiaccio per gran parte dell'anno, con aperture naturali (le cosiddette polynya, dal russo полынья polyn'ja) in inverno e lastroni galleggianti, dovuti al parziale disgelo, d'estate.

## Storia
La zona è stata esplorata attorno al 1900 da Ėduard Vasil'evič Toll' nella sua ultima spedizione sulla goletta Zarja. Nello stesso anno, Toll' costruì una base per passare l'inverno e una stazione scientifica su un'isoletta a sud-est (isola Nabljudenij). Il nome è dedicato all'esploratore polare norvegese Fridtjof Nansen.
Durante la seconda guerra mondiale, l'isola è stata oggetto di attività militare durante l'operazione Wunderland.

## Isole adiacenti
- Isola Bonevi (остров Боневи), a sud-est, a metà strada tra Nansen e Tajmyr.
- Isola Nabljudenij (остров Наблюдений, in italiano "isola di controllo"),[6] a sud est, nello stretto di Zarja. Ha una forma rettangolare, con il lato orizzontale che misura circa 700 m e quello verticale 500 m.[7] 76°08′04.74″N 95°00′09.58″E
- Isola Valunnyj (остров Валунный, "sassosa"),[8] a sud-est di Nansen e a ovest di Nabljudenij, è una piccola isola rotonda lungo la costa continentale, dal diametro di circa 200 m.[7] 76°07′57.648″N 94°57′48.672″E
- Isola Ploskij (остров Плоский, "piatta"),[9] a sud-est di Nabljudenij, è un'altra piccola isola dalla forma ovale. 76°07′39.288″N 95°02′03.264″E
- Isola Rifovyj (остров Рифовый, "isola scoglio"),[10] a sud di Nansen, è un minuscolo isolotto, lungo la penisola di Eremeev. 76°09′28.008″N 94°50′41.784″E
- Isola Vchodnoj (остров Входной, "d'ingresso"),[11] all'estremità occidentale di Nansen, è un'isola che misura circa 750 m di lunghezza e 450 m di larghezza.[7] 76°11′22.63″N 94°25′33.276″E
- Isola Pravdy (остров Правды, "della verità"),[12] a nord-ovest, a nord della baia di Alekseev. Di forma allungata, misura approssimativamente 2,5 km di lunghezza e 1 km di larghezza massima nella parte centrale.[7] Il punto più alto è di 18 m s.l.m. 76°16′12.25″N 94°45′18.07″E
- Altre due isole senza nome si trovano tra Pravdy e il braccio settentrionale di Nansen.